# Kate Vaughan

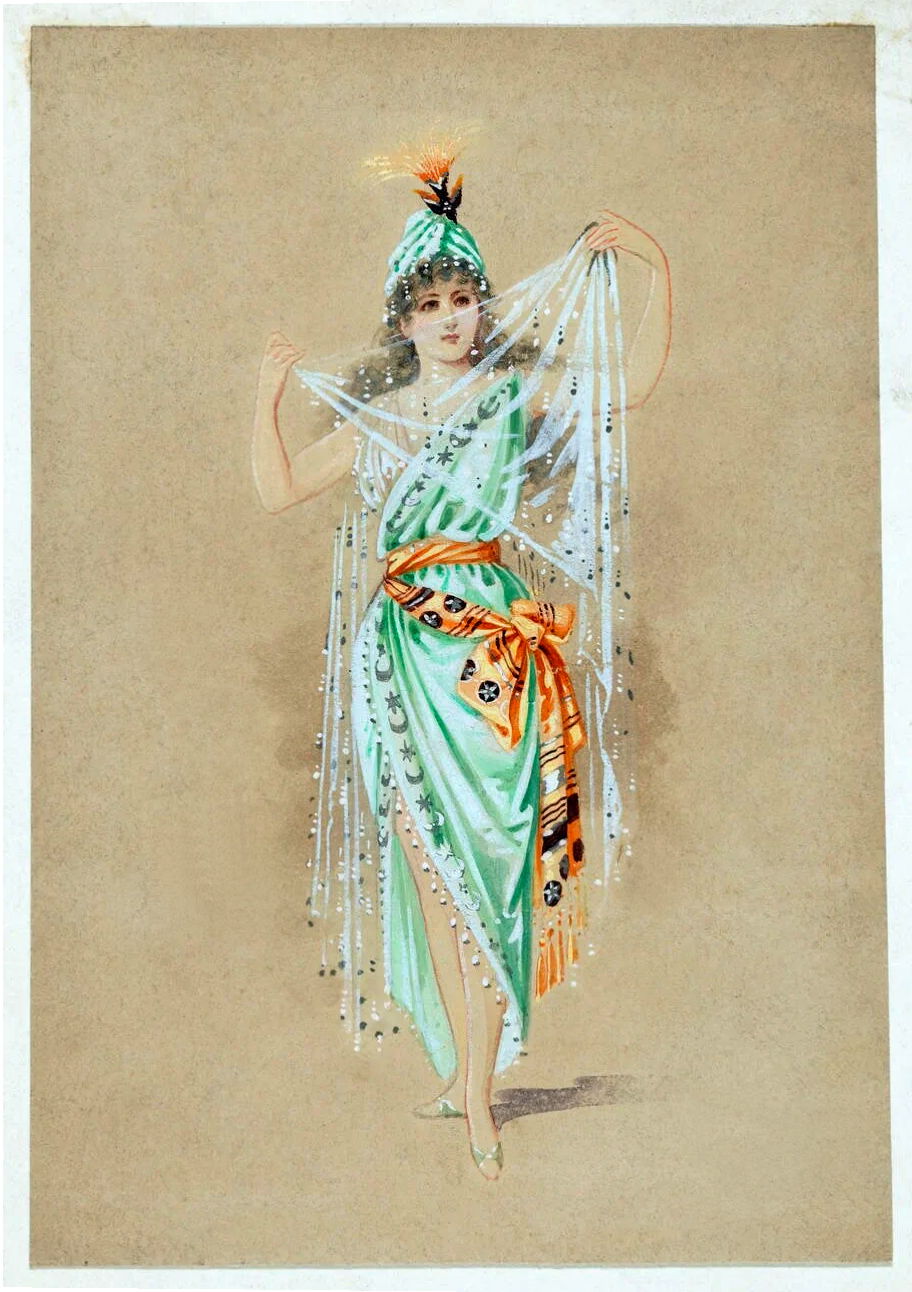
Kate Vaughan

Kate Vaughan, scennamn för Catherine Alice Candelin, född 1852, död 21 februari 1903, var en engelsk dansös och skådespelerska. Hon är mest känd för att infört skirt-dance (kjoldans) och har blivit kallad "den bästa danserskan av sin tid". 